# Rhipicephalus sanguineus
Espèce
Synonymes
- Ixodes sanguineus Latreille, 1806

Rhipicephalus sanguineus était une espèce de tiques, un acarien de la famille des Ixodidae, mais on considère depuis peu, d'après les données génétiques et phylogénétiques qu'il s'agit d'un complexe paraphylétique. En 2016 on distinguait au moins quatre grands groupes au sein de ce complexe, dont la répartition semble fortement corrélée aux climats locaux. On peut donc penser que le réchauffement climatique est en train de modifier l'aire de répartition de ces groupes, potentiellement en modifiant les relations de cette espèce avec son écosystème et ses hôtes, d'autant qu'elle est l'espèce de tique le plus largement distribuée dans le monde. Elle présente des enjeux sanitaires et  vétérinaire importants comme vecteur biologique reconnu de plusieurs agents pathogènes zoonotiques, c'est-à-dire affectant à la fois l'Humain et d'autres animaux (dont la maladie de Lyme est l'exemple le plus médiatisé mais non unique).

## Dénominations anciennes
Cette tique était autrefois aussi appelée en France « Rézée », « lagast » ou « Pat » dans le Languedoc ; aussi « tique du chien » pouvant aussi concerner Ixodes ricinus.

## Ambiguïté taxinomique
La taxonomie de l'espèce est discutée depuis longtemps dont par Neumann (1911), Zumpt (1939-1940), Feldman-Muhsam (1952), Hoogstraal (1956); Morel et Vassiliades (1963), Pegram et al. (1987) Filippova (1997), Walkeret al. (2000). Elle est discutée d'abord en raison de l'imprécision de la description originale de l'espèce, puis au début du XXe siècle parce que des indices et preuves morphologiques, génétiques et biologiques ont été fournies par Szabo´ & al. en 2005 ; Liu et al. en 2013; Burlini et al. en 2010; Moraes-Filho et al. en 2011; Levin et al. en 2012 ; Nava et al. en 2012, s'appuyant notamment sur la biologie moléculaire, et démontrant que plusieurs espèces ayant un ancêtre commun, probablement proche semblent être regroupées sous ce nom de Rhipicephalus sanguineus. 
La répartition géographique des « branches » de l'arbre phylogénétique de ce Groupe semble fortement liée aux climats différentiés de la large aire de répartition de l'espèce. Il y a maintenant consensus sur le fait que l'entité taxinomique R. sanguineus sensu lato (s.l.) est paraphylétique. 2 grands groupes de lignées sont aujourd'hui distingués, dits  tempéré et tropical.

## Distribution
Cette espèce semble originaire des régions sèches subdésertiques, où une souche se serait adaptée au chien (probablement à partir du chacal) et est devenue endophile (domestique). Avec les échanges et déplacements de chiens, la souche est devenue cosmopolite. En France, sa distribution est essentiellement méditerranéenne, ailleurs, elle serait transportée par les vacanciers et chasseurs au retour de promenades ou de parcours de chasse dans une zone infestée.

Le réchauffement climatique devrait contribuer à la poursuite de l'extension de son aire de distribution.
Cette espère particulièrement cosmopolite pour un arachnide se déplaçant lentement et incapable de voler et de nager, vit dans les pays ou zones géographiques suivants : Albanie, Algérie, Angola, Antigua-et-Barbuda, Argentine, Aruba, Bahamas, Barbade, Belize, Bénin, Bolivie, Botswana, Brésil, Burkina Faso, Burundi, Cameroun, Tchad, Chili, Colombie, Costa Rica, Côte d'Ivoire, Croatie, Cuba, Chypre, république démocratique du Congo, Djibouti, République dominicaine, Égypte, Érythrée, Éthiopie, France, Guyane, Gambie, Ghana, Grèce, Guadeloupe, Guam, Guatemala, Guinée, Guyana, Haïti, Indonésie, Israël, Italie, Jamaïque, Jordanie, Kenya, Libye, Madagascar, Malawi, Malaisie, Mali, Martinique, Mauritanie, Mexico, Montserrat, Maroc, Mozambique, Namibie, Antilles néerlandaises, Nicaragua, Niger, Nigeria, Panama, Paraguay, Pérou, Portugal, Porto Rico, Rwanda, Saint-Christophe-et-Niévès, Sainte-Lucie, Saint-Vincent-et-les-Grenadines, Sénégal, Sierra Leone, Singapour, Somalie, Afrique du Sud, Espagne, Sri Lanka, Soudan, Suriname, Swaziland, Tanzanie, Togo, Trinité-et-Tobago, Tunisie, Turquie, Ouganda, Uruguay, Venezuela, Vietnam, Îles Vierges (U.S.), Zambie, et Zimbabwe.

## Description
Cette tique est de couleur brun-rougeâtre (couleur sang, comme l'évoque son nom).
Il y a présence d'organes de la vision (yeux rudimentaires ; seules certaines espèces de tique sont dotées d'yeux).
L'écusson ventral est triangulaire chez le mâle. Son capitulum est hexagonal, son rostre est court et non visible en vue dorsale de la tique, son corps est aplati, bordé d'un feston (non visible sur l'animal gorgé) et son sillon périanal contourne l'anus par l'arrière.

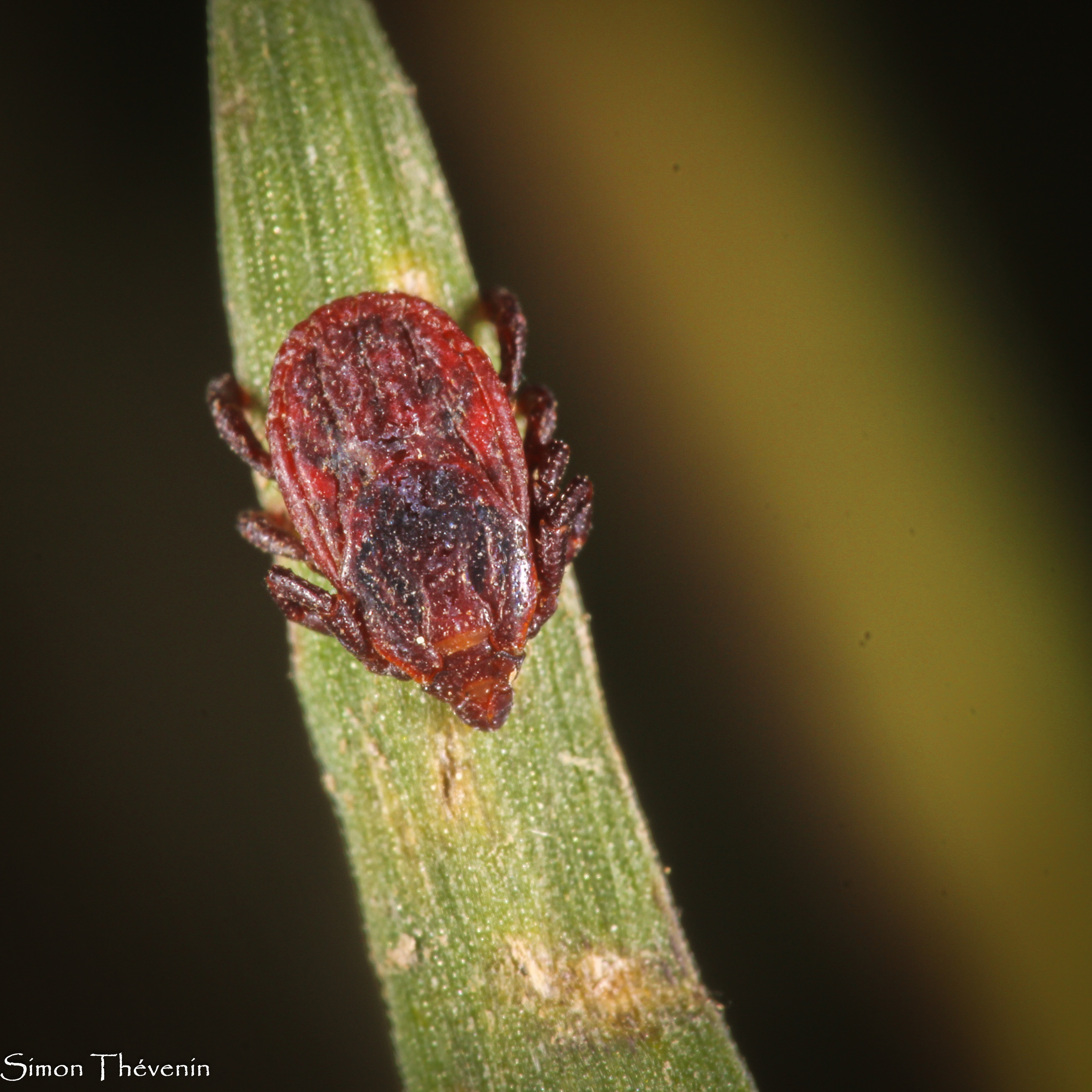
Rhipicephalus sanguineus ♀

## Cycle de développement et reproduction
Seules les tiques adultes s'accouplent (au sol avant la quête de l’hôte final, ou sur cet hôte lui-même).
Comme toutes les espèces connues de tiques, Rhipicephalus sanguineus se développe en passant par quatre stades évolutifs distincts :
1. l’œuf (de couleur généralement rougeâtre),
2. la larve (qui n'a que 3 paires de pattes, griffues),
3. la nymphe (qui est octopode ; 4 paires de pattes mais sans aucun orifice génital)
4. l’adulte (4 paires de pattes et orifice génital). À ce stade le dimorphisme sexuel est généralement net.

- Le cycle de Rhipicephalus sanguineus est dit triphasique monotrope (c'est-à-dire effectué sur la même espèce-hôte aux 3 stades). Si le hasard le veut, le second et troisième hôte peuvent être le même individu (un chien fréquentant toujours la même zone, où la larve, puis la nymphe gorgées de leur repas sont tombées.

Quand au sortir de l'œuf, la larve se fixe sur un premier chien (chat, ou autre mammifère parfois, dont l'Homme) qu'elle quitte après y avoir fait son premier repas. Elle mue alors au sol puis doit trouver un nouvel hôte pour son second repas après lequel elle se laissera à nouveau tomber au sol pour effectuer sa seconde mue. Devenue adulte elle doit trouver un troisième hôte pour effectuer le dernier repas du cycle (chez ces tiques, les adultes sont toujours plus porteurs de pathogènes transmissibles que la nymphe et la larve).

## Rôle de vecteur infectieux
Cette tique du chien peut être le vecteur de plusieurs maladies vectorielles dites maladies à tiques (dont maladie de Lyme), elle est notamment l'hôte définitif des protozoaires Hepatozoon canis, responsable de l'hépatozoonose canine, et de Babesia canis, responsable de la babésiose canine.
Elle ne semble que rarement piquer l'Homme, même si on la trouve occasionnellement sur la peau ou les vêtements.
Parmi les agents pathogènes qu'elle véhicule figurent :
- Babesia vogeli ;
- Babesia canis ;
- Coxiella burnetii ;
- Ehrlichia canis
- Hepatozoon canis ;
- Mycoplasma haemocanis ;
- Rickettsia conorii ;
- Rickettsia conorii (fièvre boutonneuse méditerranéenne) ;
- Rickettsia rickettsii ;
- Wolbachia spp.

## Répulsif
- Une étude récente (2017) a confirmé l'efficacité du DEET comme répulsif contre cette espèce[7].

## Publication originale
- Latreille, 1806 : Genera Crustaceorum et Insectorum secundum Ordinem naturalem in Familias disposita, iconibus, exemplisque plurimus explicata. vol. 1, p. 1-302.